# موهان شارما
موهان شارما هو ممثل هندي، ولد في 23 أغسطس 1956 في الهند.

## وصلات خارجية
1. 1 2 3  Internet Movie Database (بالإنجليزية), QID:Q37312